# Капрешты
Капре́шты (рум. Căpreşti — Кэпрешть) — село в Флорештском районе Молдавии. Наряду с селом Проданешты входит в состав коммуны Проданешты. 
Вплоть до присоединения Бессарабии к СССР славилось своими еженедельными ярмарками.

## Этимология
Название села происходит от молдавского слова capra — коза.

## География
Село расположено на берегу реки Реут в 88 километрах к северо-западу от Кишинёва на высоте 117 метров над уровнем моря.

## Историческая справка
Капрешты были основаны в 1851 году в Сорокском уезде Бессарабской области — предпоследней из 17 еврейских земледельческих колоний, организованных в Бессарабской области в 1836—1853 годах. Под новую земледельческую колонию в 1851 году было выделено 470 десятин степной земли, выкупленной или арендованной у местного помещика Петра Дёми, на которую из Подольской губернии переселились несколько десятков еврейских семей (всего 211 человек). Первыми арендаторами значились Срул Верзуб и Липэ Гайсинер. К 1858 году в колонии насчитывалось 33 хозяйства (200 мужчин и 157 женщин), там выстроили еврейскую молельную школу. По Всероссийской переписи населения 1897 года в Капрештах насчитывалось уже 1002 жителя, из которых 866 были иудейского вероисповедания. В 1899 году 36 еврейских семейств, состоящих из 211 душ, арендовали 118 десятин земли; всего же в колонии проживало 135 семейств и имелось 2 синагоги и 2 хедера.

Недельная хроника журнала «Восход» от 30 сентября 1890 г. с описанием тяжбы между жителями м. Капрешты и местным помещиком П. Деми

В конце XIX столетия Капрешты приобрели административный статус местечка. В 1906 году — одним из первых местечек в Бессарабской губернии — Капрешты были соединены с уездным городком Сороки телефонной линией, центральная улица была вымощена и стала частью дорожной линии Сороки—Кишинёв. 8 июля 1908 года в Капрештах было открыто ссудо-сберегательное товарищество (т. н. «еврейский банк»), директором которого стал Лейзер Гайсинер (отец будущего поэта Герцл Гайсинер-Ривкина). В том же году была открыта первая аптека, в 1912 году — общественный пункт междугородных переговоров. Ближайшая железнодорожная станция находилась в Рогоженах.
С начала XX столетия по четвергам в местечке стали проводиться ярмарки, на которые стекались крестьяне и ремесленники со всего сорокского и из соседних уездов. Ярмарочная традиция продолжилась и после вхождения Бессарабии в состав Румынии (и даже в советское послевоенное время по четвергам в Капрештах был базарный день). Примаром местечка в те годы стал Симхэ Портной, председателем сбербанка — Лейб Хаис. В местечке были кредитно-коммерческое товарищество, коммунальная баня, два лекарственных магазина, аптека, несколько парикмахерских, постоялый двор, чайная, свой каменный карьер, галантерейные лавки, 18 бакалейных лавок, 8 лавок металлоизделий, 4 овощных, 4 обувных, 32 мануфактурных лавок, 5 пекарен, 18 корчем; работали два врача и акушерка. В 1927 году открылась фабрика газированной воды, народный банк.
По первой румынской переписи населения в Бессарабии в 1930-м году в Капрештах проживали 1998 человек, из них — 1815 евреев, 94 молдаванина, 78 русских, 2 украинца, 4 поляка и пятеро цыган; все жители владели идишем. Рядом появилось постоянное цыганское поселение Старые Капрешты. Известный румынский писатель Михаил Садовяну, посетивший местечко в 1919 году, в своих путевых очерках писал: 

В одно из жарких воскресений июля, подъезжая со стороны Теленешт, въехали мы в муравейник ярмарочного дня Капрешт. Это поселение в степи, на южной границе Сорокского цинута, недалеко от Реута… Для молдаван из окрестностей открыты все купеческие лавки, многие из лавок построены из оргеевского камня. Старые вывески с русскими словами везде заменены на латинские надписи… В одном уголке базара встречаем еврея средних лет, высокого, с рыжей бородой. Его кафтан распахнут, он держит руки в карманах брюк, философски наблюдает за разношёрстным муравейником. На его русской шапке, впрочем, как и на всех купцах, замечаю кусочек трёхцветной ленточки… На мой вопрос, отвечает: С тех пор, как пришло войско из-за Прута, мы обязаны носить этот знак…— Михаил Садовяну «Бессарабские дороги» (Кишинёв, 1992)

## Религиозные учреждения
К началу XX века в местечке функционировали 3 синагоги: «Старая синагога» (евр. ди олтэ шил/клойз), «Большая синагога» (евр. ди гройсэ шил), «Псалтырная синагога» (евр. дус тылым шилэхл/клэйзл). «Большая синагога» впоследствии разделилась на две: «Немецкую» (евр. ди дачише клойз) реформистско-ортодоксального толка и «Хасидскую» (евр. ди хасидише шил) рашковского толка. Раввином в последней стал приехавший из Вад-Рашкова р. Меер Куперштейн. Молельных домов других деноминаций в местечке не было. 

Раввин м. Капрешты с 1892 года реб Йойнэ Каплеватский (автор «Ханефи Йона», 1863, Люблин — 1918, Капрешты)

## Система образования
Вплоть до начала XX века в местечке действовали только две молельные школы (хедеры), где обучением детей занимались несколько приезжих меламедов. В первые годы нового столетия Лейб Гурман открыл первую современную светскую школу с обучением на идише («школа Гурмана»), в 1917 году была открыта первая гимназия с использованием идиша, русского и впоследствии румынского языка (директор — Самуил Симхович Портной), в 1918 году — уже после аннексии Бессарабии Румынией — здесь была открыта гимназия сети «Тарбут» (Культура) с обучением на иврите (директор Полинковский, затем Зинаида Борисовна Матиевич), и наконец в начале 1920-х годов в местечке открылась народная школа (евр. фолксшул, рум. шкоала примарэ), которая в 1940-м году стала первой и единственной советской школой в Капрештах. Директором народной школы был Лейб Мер и всё обучение осуществлялось целиком на идише. В 1940-м году, уже после присоединения Бессарабии к СССР, в Капрештах была также основана и первая молдавская школа, директором которой стал Борис Янович, а единственным учителем — Лейб Фроймчук.

## Культурная жизнь
В 1920-е годы в местечке действовал самодеятельный театр. Здесь проживали несколько постоянных корреспондентов кишинёвской ежедневной газеты «Ундзэр Цайт» (Наше время, на идише под редакцией З. Розенталя), а также кишинёвского издания «Дос Кооперативэ Ворт» (Кооперативное слово). Жизнь местечка в 1920-е годы описал в своих «Рашковских рассказах» писатель Ихил Шрайбман, который в эти годы служил синагогальным певчим при известном капрештском канторе реб Дувиде Зильбермане (1870—1935). В местечке жил известный бессарабский поэт и педагог Мордхэ Гольденберг. Отсюда вышли еврейские литераторы Герцл Гайсинер-Ривкин, Эршл Цельман, Арье-Лейб Копров, Сосл (София) Клейман, а также известный прозаик, исследователь Талмуда и древнееврейской литературы Мо(й)ше Самбатион.

## В советские годы
Летом 1941 года не успевшее эвакуироваться еврейское население посёлка было депортировано румынскими оккупационными властями в гетто Транснистрии. Депортация осуществлялась так называемыми маршами смерти — пешим шествием, в ходе которого пожилые, больные и отстающие по каким-либо иным причинам расстреливались жандармами. Для этих целей местное население по ходу передвижения принудительно мобилизовалось для рытья траншей и захоронения расстрелянных.
Часть эвакуированных в начале войны и сосланных на поселение в отдалённые районы Сибири евреев после войны возвратились в Капрешты (теперь Котюженского района Молдавской ССР) и вплоть до начала 1960-х годов составляли большинство населения деревни. Председателем сельсовета был назначен Аврум Шмойшман. Был организован колхоз им. Кагановича (председатель — Ицик Герценштейн), молдавская начальная школа и русская школа-семилетка; в селе издавалась газета «Бируинца» (Победа, с 1951 года) — орган политической секции местной МТС (машинно-тракторной станции).
В 1964 году два соседних села — еврейское Капрешты и украинское Новые Проданешты — были объединены в единое административное образование Проданешты, после чего еврейское население быстро пошло на убыль. На основе нового посёлка был образован объединённый колхоз «Дружба» (председатель — Александр Сиянов), с 1987 года на его основе действует агрофирма. В январе 1992 года постановлением парламента Республики Молдова Капрешты были выделены из состава Проданешт с возвращением исторического названия; в административном отношении село остаётся в подчинении коммуны Проданешты.

## Население
По данным переписи населения 2004 года, в селе Кэпрешть проживает 837 человек (402 мужчины, 435 женщин).
Этнический состав села:
| Национальность | Число жителей | Процентный состав |
| -------------- | ------------- | ----------------- |
| молдаване      | 647           | 77.3              |
| украинцы       | 161           | 19.24             |
| цыгане         | 15            | 1.79              |
| русские        | 11            | 1.31              |
| болгары        | 1             | 0.12              |
| прочие         | 2             | 0.24              |
| Всего          | 837           | 100%              |

## Любопытные факты
- В местном фольклоре местечка запечатлелся нарицательный образ силача Шмила Котляра, который согласно местной традиции выгнал в 1854 году из поселения заезжих «хаперов» (ловцов рекрутов — новые колонии в те годы на 10 лет освобождались от уплаты налогов, рекрутчины и принудительного предоставления жилплощади расквартированным солдатам).
- В Капрештах происходила часть съёмок фильма режиссёра Эмиля Лотяну «Лэутары» (1971), для массовых сцен в которых было привлечено местное население.
- Быт местечка в 1920-е годы описан в серии «Рашковские рассказы» известного еврейского писателя Ихила Шрайбмана.
- Прототипом известной поэмы Герца Ривкина «Хаим-Бурэх-от-о-фур-х» (Хаим-Бурых-вот-вот-еду) был капрештский извозчик и балагула Бурых-Хаим Белоцерковский.
- Единственную известную песню о Капрештах — «Приезжайте в Капрешты» (идиш קאַפּרעשט‎ — Капрэ́шт) — написала композитор Злата Ткач на стихи поэта Иосифа Керлера (аудиофайл под номером 10. Архивировано из оригинала 19 мая 2007 года.).
- В Капрештах родился заслуженный артист РСФСР, театральный педагог Олег Выходов (род. 8 декабря 1949).